# Killer Mike
Killer Mike, de son vrai nom Michael Santiago Render, né le 20 avril 1975 à Adamsville en Géorgie, est un rappeur et acteur américain. Il est fondateur du label Grind Time Official Records, qu'il lance via SMC Recordings et Fontana Distribution. Mike fait ses débuts sur la chanson Snappin' and Trappin', sur l'album Stankonia d'OutKast publié en 2000, et participe plus tard à la chanson à succès The Whole World, de l'album Big Boi and Dre Present...OutKast.
En décembre 2008, Mike confirme sa signature au label Grand Hustle Records de son ami et rappeur T.I.. En 2012,il publie R.A.P. Music, produit par El-P. En 2013, les deux lancent un duo, Run the Jewels, et signent au label Fool's Gold Records pour publier leur premier album homonyme en juin cette même année. Killer Mike joue également dans les films 20 Funerals, Idlewild et ATL.

## Biographie
Mike est né le 20 avril 1975 à Adamsville, en Géorgie. Au milieu des années 1990, Killer Mike étudie brièvement au Morehouse College, où il fait la rencontre des producteurs The Beat Bullies et Big Boi du groupe OutKast. Ses débuts musicaux s'effectuent sur la chanson Snappin' and Trappin' de l'album Stankonia du groupe OutKast, puis sur le single The Whole World, qui remporte un Grammy Award dans la catégorie « meilleure performance rap d'un groupe ou duo » en 2003. Il participe aussi à quelques chansons comme Poppin' Tags de l'album The Blueprint 2 de Jay-Z.
Killer Mike publie son premier album, Monster, le 11 mars 2003,. Le single principal de l'album s'intitule Akshon (Yeah!), qui fait participer OutKast. Un remix de la chanson Akshon (Yeah!) est présent dans le jeu vidéo Madden NFL 2004. Son second single s'intitule A.D.I.D.A.S. en featuring avec Big Boi et Sleepy Brown, qui atteint la 60e place du Billboard Hot 100. L'album atteint la 10e place du Billboard 200. Il s'agit du meilleur album de Killer Mike classé, en date de 2015. Après la publication de son premier album, Mike participe à Flip Flop Rock et Bust de l'album Speakerboxxx/The Love Below. Il participe aussi à Southern Takeover avec Pastor Troy sur l'album de Chamillionaire intitulé The Sound of Revenge. Killer Mike apparaît aux côtés de T.I. sur la chanson Never Scared de Bone Crusher sur son album AttenCHUN!. La chanson est aussi présente sur le jeu vidéo Madden NFL 2004 et est utilisée par les Atlanta Braves pendant leur saison 2003.

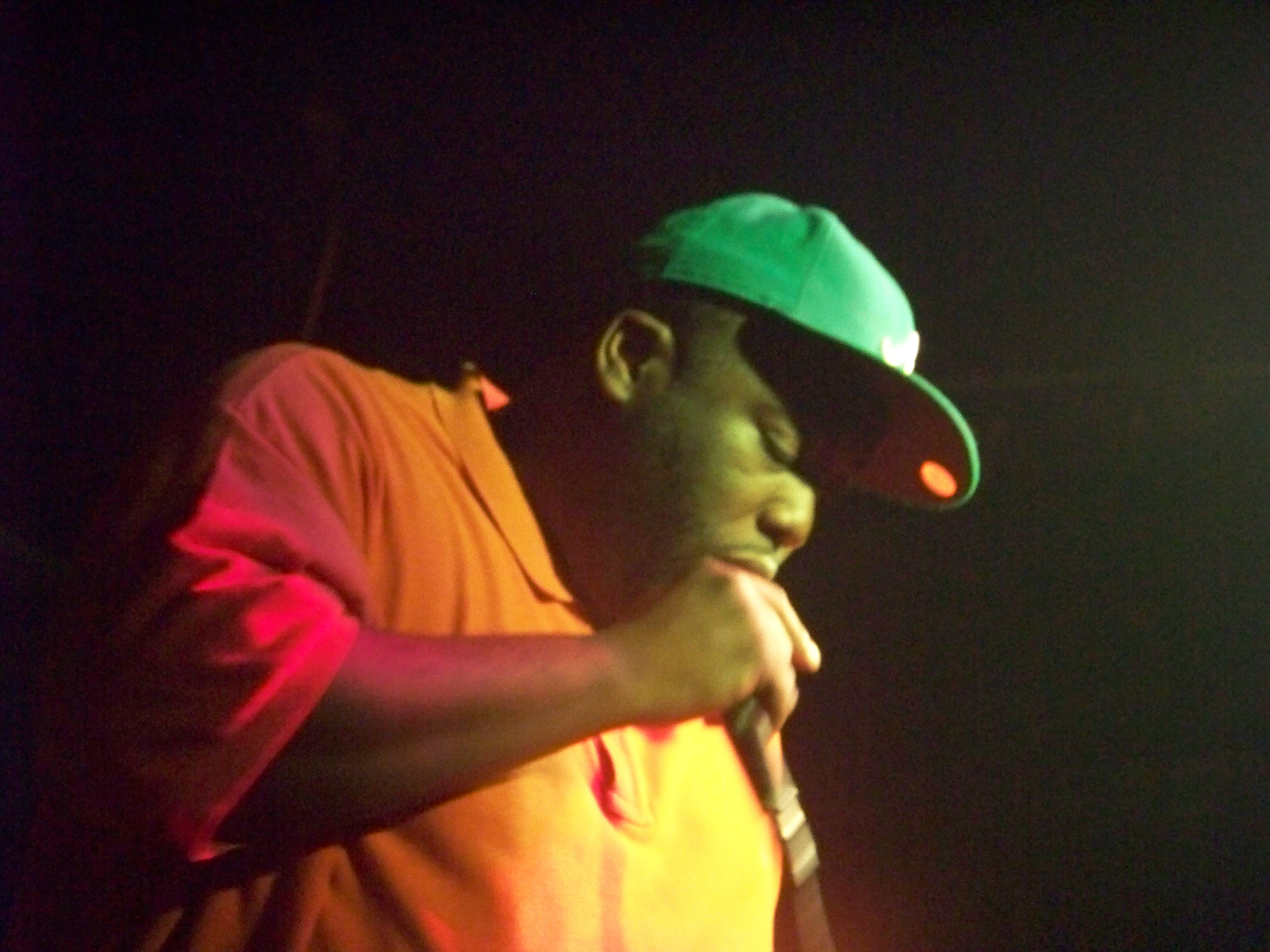
Killer Mike sur scène en mai 2008.

Ce qui deviendra le deuxième album de Mike, Ghetto Extraordinary, sera reporté plusieurs fois après une dispute entre Big Boi et Sony Records. À l'origine programmé pour 2005, l'album est finalement auto-publié en tant que mixtape en 2008,. Plus tard, le deuxième album officiel de Killer Mike, I Pledge Allegiance to the Grind, est publié en 2006 sur son label Grind Time Official ; l'album suit le 27 novembre 2007 d'une suite, I Pledge Allegiance to the Grind II qui atteint la 17e place des RnB Albums. En juin 2007, Killer Mike annonce avoir quitté Purple Ribbon. T.I. annonce par la suite discuter avec Killer Mike sur son éventuelle adhésion au label Grand Hustle ; Killer Mike confirme sa signature au label en décembre 2008,.
Mike publie son quatrième album officiel, PL3DGE, sur Grand Hustle le 16 mai 2011. Mike publie ensuite l'album R.A.P. Music, produit par le rappeur El-P, le 15 mai 2012 sous le label Williams Street Records. Celui-ci est favorablement accueilli par la presse spécialisée, recueillant des avis positifs notamment de Pitchfork et AllMusic. En 2013, Killer Mike annonce travailler sur deux nouveaux albums intitulés, I Pledge Allegiance to the Grind IV et R.A.P. Music II,. En 2014, Mike publie Run the Jewels 2 le 28 octobre 2014.
Le 17 juillet 2017, la ville d'Atlanta a décidé de faire du 17 juillet un jour spécial pour Killer Mike pour ainsi faire le "Killer Mike Day".
Le 5 Février 2024, il remporte 3 Grammy Awards dans les catégories de la meilleure chanson de rap et de la meilleure performance rap pour son titre “Scientists & Engineers”, et du meilleur album pour "Michael". Durant cette même soirée, il se fera arrêter par la police pour une altercation physique survenue à côté de la Crypto Arena, lieu où se déroulait la cérémonie.

## Discographie

### Albums studio
- 2003 : Monster
- 2006 : I Pledge Allegiance to the Grind
- 2008 : Ghetto Extraordinary
- 2008 : I Pledge Allegiance to the Grind II
- 2011 : Pl3dge
- 2012 : R.A.P. Music
- 2023 : Michael

### Mixtapes
- 2006 : Killer
- 2011 : Bang X 3

## Filmographie
- 2021 : America : Le Film (America: The Motion Picture) de Matt Thompson : Forgeron (Blacksmith en VO) / John Henry (voix)